# Região Administrativa Norte

Mapa de Natal (Rio Grande do Norte), com a divisão entre bairros. No destaque em vermelho, estão os bairros da Zona Norte.

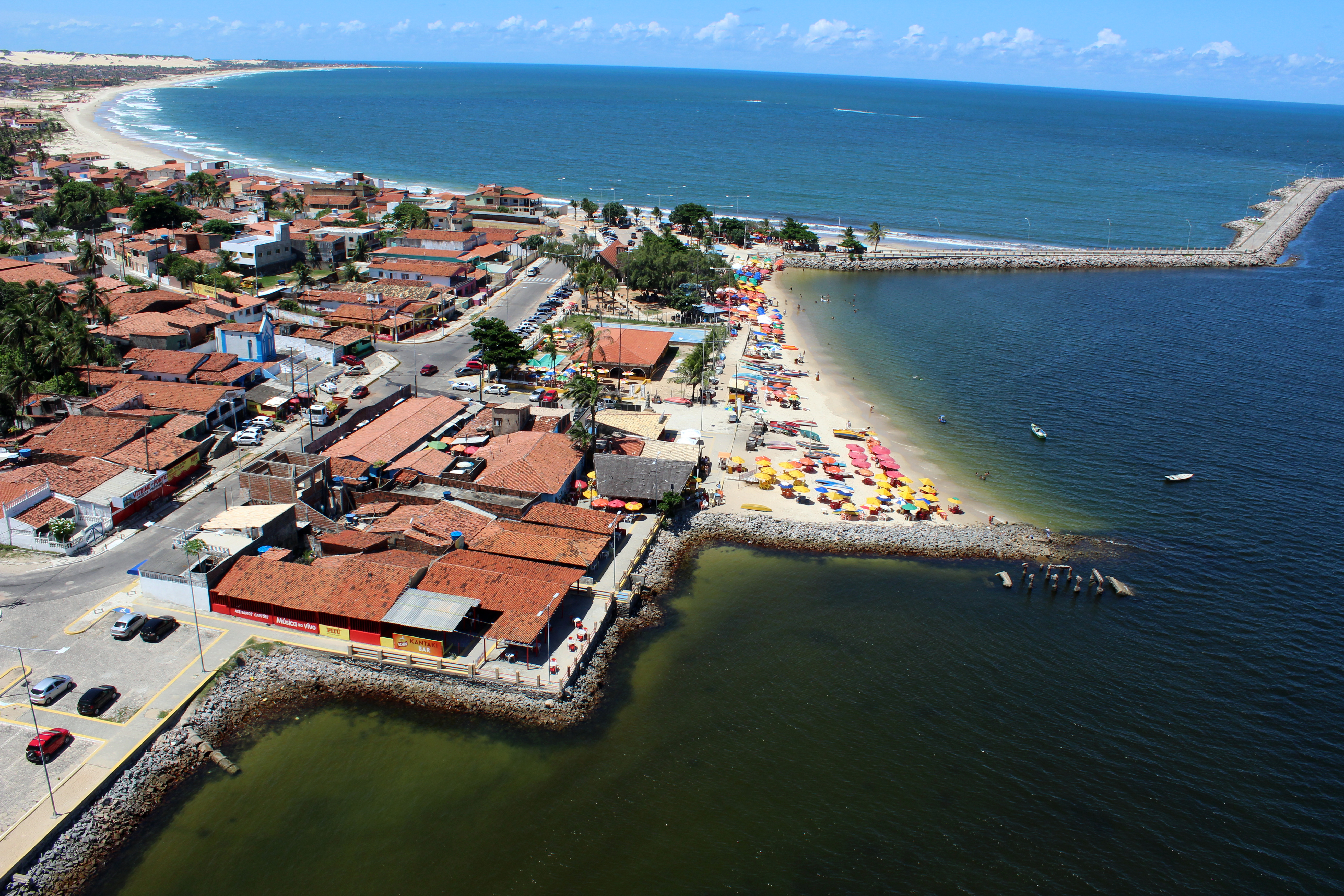
Praia da Redinha, no bairro homônimo, o principal ponto turístico da região.

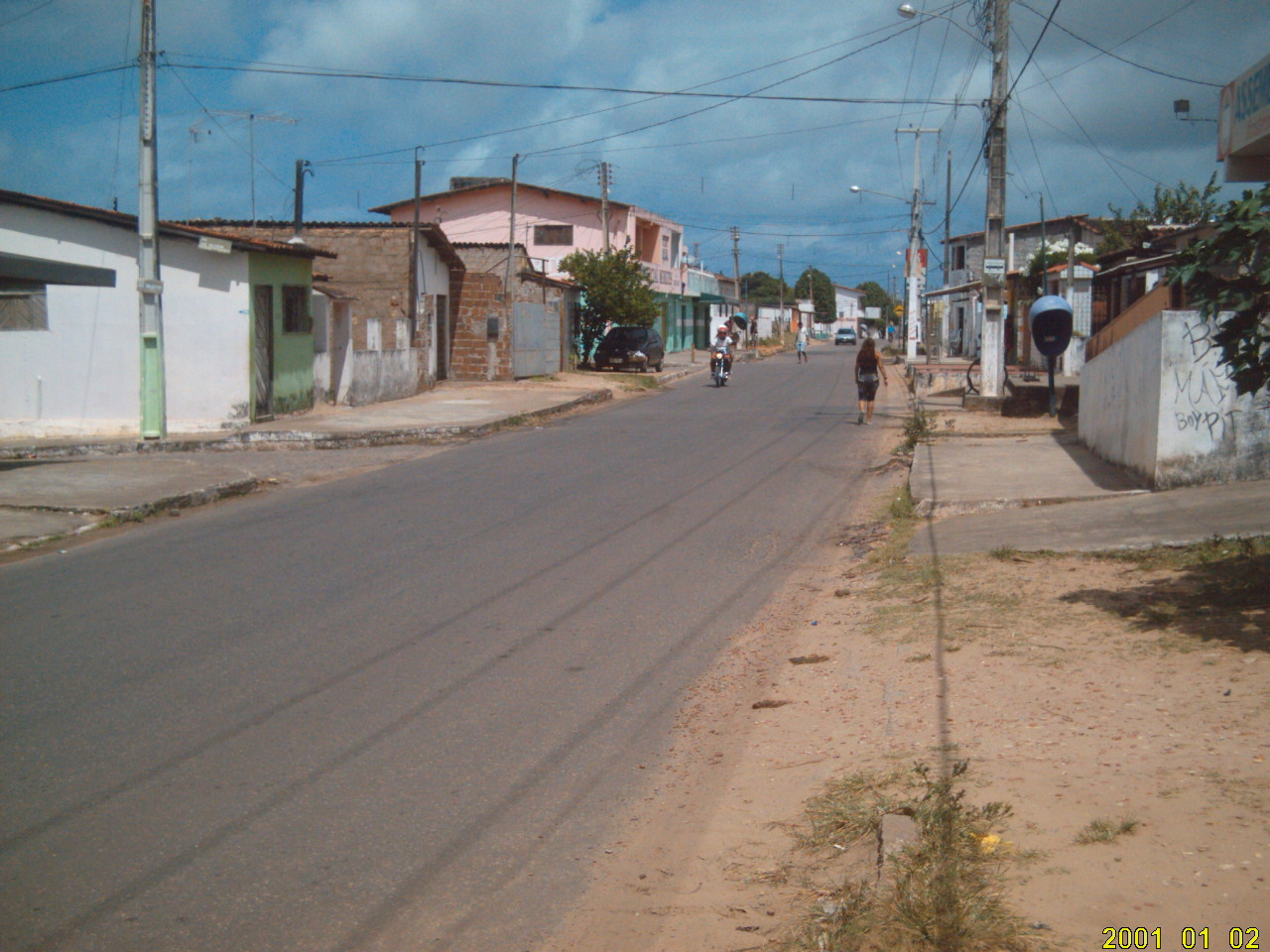
Vista da Avenida Moema Tinoco da Cunha Lima, no bairro Pajuçara, o segundo mais populoso da Zona Norte.

A Região Administrativa Norte, conhecida pela população como Zona Norte, é uma das quatro zonas administrativas da cidade do Natal, capital do Estado do Rio Grande do Norte. 
Esta é a maior região administrativa, tanto em extensão territorial quanto em população da cidade. Foi criada por meio da Lei Ordinária nº 03878/89 e atualmente se constitui de sete bairros: Igapó, Salinas, Potengi, Nossa Senhora da Apresentação, Lagoa Azul, Pajuçara e Redinha. Limita-se ao Norte com o município de Extremoz, ao Sul com o Rio Potengi, a leste com esse rio e o Oceano Atlântico na altura da Praia da Redinha e a Oeste com o município de São Gonçalo do Amarante. 
Esta região tem limites bem definidos já que se encontra separada do restante da cidade pelo Rio Potengi ao norte deste, sendo que o seu principal acesso se dá por duas pontes: Ponte Presidente Costa e Silva, conhecida popularmente como "Ponte Velha" e "Ponte de Igapó", e pela Ponte Newton Navarro, conhecida também como "Ponte Nova" e "Ponte da Redinha", esta última foi construída para desafogar o trânsito caótico enfrentado por quem adentra ou sai da Zona Norte através da antiga ponte.
Em 2016, a região possuía 354.901 habitantes. É atualmente a região que mais cresce na cidade, por anos esquecida, esta zona está sofrendo um intenso crescimento econômico. Seus habitantes são em sua maioria de classe média baixa e classe baixa e esta zona possui dois traçados urbano bem definidos, conjuntos regulamentados possuem infra-estrutura básica, enquanto que aqueles não regulamentados sofrem com a desordenação urbana.
Como parte da revitalização da região, o poder executivo municipal pretende construir o novo Centro Administrativo Municipal, que engloba a nova sede da Prefeitura, secretarias e a Câmara Municipal, no bairro da Redinha, próximo a Ponte Newton Navarro, no terreno entre a rotatória da ponte e o Rio Doce, afluente do Rio Potengi.
A Zona Norte de Natal é a única região da cidade impedida de construir prédios acima de 7,5 metros. Tal fato se deve ao Plano Diretor da capital, que alega que a região não possui saneamento básico em sua totalidade, e principalmente a questão do adensamento do solo que não suportaria empreendimentos de tamanha magnitude. Atualmente, a Zona Norte possui um cenário imobiliário quase que totalmente horizontal, além de inúmeras áreas livres, permitindo uma melhor qualidade de vida à população. Lá, 99,13% das pessoas vivem em casas, e apenas 0,71% em apartamentos.

## Índice de Qualidade de Vida
A Zona Norte (juntamente com a Zona Oeste de Natal) é uma região mais deprimida socialmente e economicamente. O bairro que apresenta o maior Índice de Qualidade de Vida (IQV) da região é Potengi com um índice de 0,55, nomeado médio. Já o que apresenta menor qualidade de vida é Salinas com um índice de 0,18, nomeado baixo.
O Índice de Qualidade de Vida (IQV) em 2003 dos bairros da região Norte são:
| Posição                           | Bairro                            | IQV                               |
| Índice de qualidade de vida médio | Índice de qualidade de vida médio | Índice de qualidade de vida médio |
| --------------------------------- | --------------------------------- | --------------------------------- |
| 1                                 | Potengi                           | 0,55                              |
| Índice de qualidade de vida baixo |                                   |                                   |
| 2                                 | Pajuçara                          | 0,47                              |
| 3                                 | Igapó                             | 0,46                              |
| 4                                 | Lagoa Azul                        | 0,40                              |
| 5                                 | Nossa Senhora da Apresentação     | 0,34                              |
| 6                                 | Redinha                           | 0,31                              |
| 7                                 | Salinas                           | 0,18                              |